# لاورنسفيل (كيبك)
لاورنسفيل (بالإنجليزية: Lawrenceville, Quebec)‏ هي بلدية محلية في كيبيك تقع في كندا في Le Val-Saint-François Regional County Municipality. يقدر عدد سكانها بـ 652 نسمة ومساحتها 17.20 كم2 .